# Marià Trigo Serrano
Marià Trigo Serrano   (Barcelona, 31 d'agost de 1900 - Barcelona, 3 d'agost de 1990) fou pioner del waterpolo català i estatal i dirigent de natació.
Jugador internacional de waterpolo del CN Barcelona, va ser president de la Federació Catalana de Natació entre 1940 i 1943. Va començar a fer tasques directives quan el 1923 va entrar al Comitè Tècnic de Waterpolo del CN Barcelona, entitat de la qual era soci i a la Junta Directiva on va ocupar el càrrec de vocal, comptador, tresorer i vicepresident. Trenta-cinc anys després, va tornar a la vicepresidència del CNB en el mandat de Lluís Sentís. Un exemple que il·lustra el seu tarannà van ser als Jocs Olímpics d'Amsterdam de 1928, on es va multiplicar en les tasques de jugador, capità, entrenador i delegat de l'equip del CN Barcelona que va representar Espanya en condicions molt precàries, amb només set jugadors i assumint les seves pròpies despeses de desplaçament a causa de la difícil situació econòmica que en aquella època vivia el Comitè Olímpic Espanyol. Rebé la medalla de Forjadors de la Història Esportiva de Catalunya el 1987.